# 王學勤 (1933年)
王學勤（1933年12月16日—），山東煙台人，中华民国空军将领。

## 生平
空軍軍官學校第36期畢業。曾任中華民國空軍作戰司令。以空军中将退役，担任退輔會訓練中心主任。